# Holger Hansen (politiker)
 Der er flere personer med dette navn, se Holger Hansen.
Erik Holger Hansen (født 16. maj 1929 i Tågeby, død 3. maj 2015 i Tågeby) var en dansk politiker (Venstre) og tidligere miljøminister og minister for Grønland i Regeringen Poul Hartling fra 19. december 1973 til 29. januar 1975.
1975 blev han Kommandør af Dannebrog.